# مؤید حسینی صدر
مؤید حسینی صدر نمایندهٔ ادوار هشتم و نهم مجلس شورای اسلامی از حوزهٔ انتخابیهٔ خوی در استان آذربایجان غربی بود. وی در مجلس هشتم عضو کمسیون انرژی و در مجلس نهم عضو کمیسیون صنایع و معادن مجلس شورای اسلامی بود. حسینی صدر نزدیک به صد عنوان مقاله تخصصی isi تألیف و در ژورنال‌های بین‌المللی به چاپ رسانده‌است. در دورهٔ نمایندگی ریاست گروه‌های دوستی پارلمانی ایران-قبرس، ایران-ترکیه، ایران-گرجستان و ایران-مولداوی را بر عهده داشت. همچنین ریاست کمیته پتروشیمی و سخنگویی فراکسیون محیط زیست مجلس را نیز در کارنامه خود دارد.

## مدیریت هلدینگ آسکوتک
موید حسینی صدر در زمستان ۱۳۹۷ از سوی خداداد غریب پور (رئیس سازمان ایمیدرو) به‌عنوان مدیر عامل هلدینگ بین‌المللی آسکوتک منصوب شد. اما پس از انتصاب وی با ورود دستگاه‌های نظارتی، او متهم به دستکاری و جعل قرارداد کاری خود برای دریافت اقامت کشور آلمان شد و از سمت مدیریت عاملی آسکوتک عزل شد. پس از آن حسینی صدر برای نامزدی انتخابات مجلس یازدهم از حوزه انتخابیه تهران در ستاد انتخابات کشور ثبت نام کرد، اما به دلیل داشتن پرونده قضایی در مرحله اول رد صلاحیت شد. حسینی صدر در یک مصاحبه تلاش کرد این اتهامات را رد کند. این انتصاب در حالی رخ داد که وی به دلیل امکان سکونت پایدار در آلمان، این شرکت ایرانی را متحمل هزینه‌های فراوانی کرد و تا مرحله ورشکستگی پیش برد.

## افشای فایل صوتی و برکناری مدیران متهم به فساد در زیرمجموعه ایمیدرو
در تابستان ۱۳۹۸ صبا آذرپیک، با انتشار اسنادی وزیر صمت را متهم کرد که برای جلب رای اعتماد به موید حسینی صدر، نماینده سابق خوی سیدشریف حسینی و منصوری بیدکانی امتیاز داده‌است. او در اینستاگرام خود نوشت وزیر صنعت، برخلاف قوانین، موید حسینی صدر را بدون داشتن سابقه مرتبط، بدون تحصیلات مرتبط و عدم آشنایی به زبان آلمانی به عنوان مدیرعامل هلدینگ ثروتمند فولادی ایران در آلمان آسکوتک انتخاب می‌کند.آسکوتک از زیرمجموعه‌های ایمیدرو است و مطابق اسناد منتشر شده مؤید حسینی صدر به جعل مدارک برای دریافت اقامت آلمان متهم شده‌است. پس از این، فایل شنود یکی از جلسات کاری مدیرعامل آسکوتک در شبکه‌های اجتماعی منتشر شد که در آن به صراحت گفته می‌شود سفارش شده‌ها چطور با سفارش رحمانی وزیر صمت به دفتر آسکوتک در آلمان تحمیل می‌شوند تا حقوقهای بالای یورویی بگیرند.
این اتفاق، انتقادهایی را به رضا رحمانی وزیر صنعت و معدن بابت دخالت در عزل و نصب‌های سیاسی به‌جای نیروهای متخصص در سازمان‌های تابعهٔ آن وزارتخانه ایجاد کرد. بالا گرفتن انتقادات از وزارت صمت و اتهام تخلف جعل مدرک باعث برکناری این مدیر شد و در آذرماه ۹۸ طی نامه‌ای از سوی خداداد غریب پور رئیس هیئت عامل ایمیدرو، جعفر سرقینی معاون امور معادن و صنایع معدنی وزارت صنعت، معدن و تجارت، به عنوان سرپرست شرکت آسکوتک آلمان معرفی شد.پیش از این هم در برنامه پایش که از شبکه یک صدا و سیما پخش می‌شود از به‌کارگیری نزدیکان معاون وزیر صمت در شرکت سیمان یاسوج از زیرمجموعه‌های شستا وابسته به وزارت کار و رفاه اجتماعی انتقاد شده‌است. غریبپور بعد از برکناری مدیر شرکتی که متهم به فساد مالی بود در گفتگوی رادیویی از راه‌اندازی کمیته سلامت اداری خبر داد و اعلام کرد در کمیته سلامت اداری تمام جریانات سازمان مورد بازبینی و بازنگری قرار می‌گیرد و با همه عوامل فسادگونه و رویه‌های نادرست برخورد می‌شود.